# Luca Leonardi
Luca Leonardi (* 1. Januar 1991 in Mailand) ist ein italienischer Freistilschwimmer. Mit italienischen Staffeln gewann er bei Schwimmeuropameisterschaften zwei Titel.
Leonardi hat sich auf die beiden kurzen Kraulstrecken spezialisiert. Bei den Europameisterschaften 2014 in Berlin gewann er mit seinen Kollegen Luca Dotto, Erika Ferraioli und Giada Galizi den Titel über 4 × 100 m Freistil in der Mixed-Staffel in der Europarekordzeit von 3:25,02 min vor Russland (3:25,60 min) mit Andrei Gretschin und Wladimir Morosow.
Bei derselben Veranstaltung belegte die italienische 4 × 100-m-Freistilstaffel in der Besetzung Dotto, Marco Orsi, Leonardi und Filippo Magnini den dritten Rang in 3:12,78 min hinter Frankreich (mit Florent Manaudou, 3:11,64) und Russland (3:12,67).
In der Einzelkonkurrenz über 100 m wurde Leonardi ebenfalls Dritter in 48,38 s hinter Manaudou (57,98 s) und Fabien Gilot (58,36 s).